# Славко Родић
Радослав Славко Родић (Средице, код Кључа, 11. мај 1918 — Београд, 29. април 1949) био је учесник Народноослободилачке борбе, генерал-потпуковник Југословенске армије и народни херој Југославије.

## Биографија
Рођен је 11. маја 1918. године у селу Средице, код Горњег Рибника, близу Кључа. Основну школу завршио је у Дрвару, а Грађанску школу у Босанском Петровцу. Године 1939. одлази у Београд, где завршава Средњотехничку школу. Исте године запослио се, као геометар, у Војној задрузи у Вршцу.
Уочи рата постао је члан Комунистичке партије Југославије (КПЈ). После Априлског рата 1941. године, вратио се у родни крај. Активно је учествовао у организовању устанка у Босанској крајини. У нападу на Дрвар, 27. јула 1941. године руководио је устаничким одредом „Јаворје“. Током лета 1941. године, као оперативни официр, руководи појединим фронтовима Дрварске бригаде.
У првој офанзиви усташко-домобранских снага, 24. августа 1941. године, на Оштрељу, када је изгледало да ће положај устаника бити разбијен, Славко је повео борце на јуриш, и вишеструко јачем непријатељу нанео велике губитке и натерао га на повлачење. Октобра 1941. године извојевао је победу на Рипачу. Радио је на учвршћивању партизанских снага на секторима Босанског Петровца, Дрвара и Бихаћа.
Када је, јануара 1942. године, формиран Пети крајишки партизански одред, за његовог команданта постављен је Славко Родић. После велике акције на Колунићу, маја 1942. године, постављен је за заменика команданта Оперативног штаба НОП-а за Босанску крајину.
Славко је 9. новембра 1942. године постављен на дужност команданта Пете крајишке дивизије. Нарочито се истакао у почетној фази операције "Вајс", јануара-фебруара 1943. године. Када је његова дивизија приковала за себе немачке снаге готово месец дана за ово подручје, не дозволивши им да од Санског Моста, преко Кључа и Пауновца, прођу у Босански Петровац и онемогуће повлачење Централне партизанске болнице из Грмеча.
Маја 1943. постављен је за команданта Другог босанског корпуса, који је од октобра 1943. године носио назив Пети босански (крајишки) ударни корпус. Многе победе овог корпуса везане су за његово име, крајем 1943. године, са само 25 година добио је чин генерал-мајора НОВЈ.
Једна од најбољих Славкових операција био је напад на Бању Луку, децембра 1943. уочи Нове године, коју је бранио добро утврђени немачко-усташки гарнизон. Поред командантске вештине, Славко је био познат као изузетно храбар борац. Ни у вишедневним уличним борбама у Бањој Луци није му било тешко да се, у униформи генерала, појави међу борцима у првом стрељачком строју. Ту, у првом борбеном реду, био је рањен.
Чин генерал-лајтнанта је добио крајем 1944. године. Од тада, па све до краја рата, генерал Родић учествује у свим важним операцијама Југословенске армије (ЈА).

### Послератни период
После ослобођења Југославије, Славко је био командант Пете армије ЈА, начелник Прве управе Генералштаба и заменик Начелника Генералштаба ЈА, генерал-пуковника Коче Поповића.
На Оснивачком конгресу Комунистичке партије Босне и Херцеговине, изабран је за члана Централног комитета. Био је народни посланик Народне скупштине Народне Републике Босне и Херцеговине и члан Савезног одбора Народног фронта Југославије. Као један од способнијих команданата, послат је на Вишу војну академију „Ворошилов“ у Совјетском Савезу. Године 1949. објавио је студију „Противдесантна одбрана армије на планинском земљишту“.
Године 1948. године, после Резолуције Информбироа и погибије генерал-пуковника Арсе Јовановића, Славко Родић именован је за заменика Начелника Генералштаба ЈА, у чину генерал-потпуковника ЈА. Умро је од упале плућа, 29. априла 1949, сахрањен уз високе војне и државне свечаности у Алеји народних хероја на Новом гробљу у Београду, а након његове смрти проглашена је дводневна жалост у целој земљи.
Почетком деведесетих година, после распада СФРЈ, око смрти генерала Родића почеле су да круже разне спекулације, а једна од њих је да се почетком 1949. године изјаснио за Резолуцију Информбироа, и да је потом изведен пред Војни суд, и на тајном суђењу као совјетски агент НКВД-а осуђен на казну смрти стрељањем. Ниједна спекулација око његове смрти није прихваћена у круговима озбиљних историчара, а генерал Родић остао је упамћен као најмлађи генерал у Југословенској армији (ЈА) — са својих 27 година имао је чин генерал-мајора НОВЈ.
Носилац је Партизанске споменице 1941. и других југословенских одликовања, међу којима су — Орден партизанске звезде првог реда, Орден заслуга за народ првог реда, Орден братства и јединства првог реда, Орден партизанске звезде другог реда и Орден за храброст. Орденом народног хероја постхумно је одликован 14. децембра 1949. Указом 328/49 Президијума Народне скупштине ФНРЈ. Одликован је и совјетским Орденом Кутузова другог степена.